# Puisieulx
Puisieulx  là một xã thuộc tỉnh Marne trong vùng Grand Est đông nam nước Pháp. Xã này nằm ở khu vực có độ cao từ 81-148 mét trên mực nước biển.